# Netzwerkindustrie
Als Netzwerkindustrien (teilweise auch Infrastrukturindustrien oder Netzwerkwirtschaft) werden zusammenfassend die Wirtschaftszweige bezeichnet, die Dienstleistungen auf Basis einer aufwendigen Infrastruktur erbringen. Beispiele sind die Telekommunikationswirtschaft, die Abwasser- und Wasserwirtschaft, große Teile der Energiewirtschaft wie die Elektrizitäts- oder Gaswirtschaft, aber auch Teile der Verkehrswirtschaft wie Eisenbahn, Häfen und Luftfahrt. Netzwerkindustrien sind durch hohe Eintrittskosten für den Aufbau der Netzwerkinfrastruktur und damit oftmals natürliche Monopole gekennzeichnet. Sie unterliegen dementsprechend meistens einem hohen Grad an staatlicher Regulierung. Netzwerkindustrien haben eine große volkswirtschaftliche Bedeutung. 1999 hatten die Wirtschaftszweige Telekommunikation, Transport, Energie und Post einen Anteil von ca. 6 % am Bruttosozialprodukt der Europäischen Union.